# Ali Lemghaifry
Ali Bouchaab Lemghaifry (* 1975) ist ein ehemaliger mauretanischer Fußballschiedsrichter.
Von 2005 bis 2019 war er FIFA-Schiedsrichter und leitete internationale Fußballspiele.
Lemghaifry wurde von 2012 bis 2017 für vier Afrika-Cups nominiert. Er leitete jeweils ein Gruppenspiel beim Afrika-Cup 2012 in Gabun und Äquatorialguinea, beim Afrika-Cup 2015 in Äquatorialguinea und beim Afrika-Cup 2017 in Gabun.
Zudem leitete er Spiele in der CAF Champions League (eine Partie), in der afrikanischen Qualifikation für die Weltmeisterschaft 2014 und 2018 (fünf Spiele) sowie Freundschaftsspiele.